# Masquarade
Masquarade est le dix-huitième livre des Annales du Disque-monde de l'écrivain anglais Terry Pratchett.
L'œuvre originale fut publiée en 1995 sous le titre Maskerade. La traduction française est de Patrick Couton, publiée en 2000 par les éditions L'Atalante.

## Résumé
Magrat Goussedail étant très prise par ses obligations de reine de Lancre, Mémé Ciredutemps et Nounou Ogg se retrouvent toutes seules. Pour reformer un convent de sorcières, elles décident de faire appel à Agnes Crettine, jeune fille prédisposée au métier. Seulement celle-ci est partie à Ankh-Morpork et est devenue chanteuse d'opéra.
L'opéra d'Ankh-Morpork semble hanté par un fantôme pacifique depuis de nombreuses années, mais on lui attribue maintenant des meurtres. Les sorcières décident de tirer cela au clair.

## Thèmes
- L'opéra, avec en particulier des allusions à L'Anneau du Nibelung et à La Traviata
- Ce roman est une parodie de Le Fantôme de l'Opéra, roman de Gaston Leroux, puis film et comédie musicale.

## Personnages
- Agnes Crettine, alias Perdita X. Lerêve, apprentie chanteuse d'opéra au physique peu engageant mais à la voix puissante. Elle apparaissait déjà dans Nobliaux et Sorcières.
- Mémé Ciredutemps et Nounou Ogg, les sorcières de Lancre
- Christine, apprentie chanteuse d'opéra au physique engageant mais à la voix sans intérêt
- Henri Loche, alias Enrico Basilica, chanteur d'opéra
- Rarement Baquet, ancien homme d'affaires dans le fromage et nouveau propriétaire de l'opéra d'Ankh-Morpork
- Salzella, directeur musical de l'opéra
- Docteur Soucage, chef de chœur de l'opéra
- Gauthier Plinge, homme à tout faire de l'opéra
- Les forces du Guet d'Ankh-Morpork : Chicard et Détritus le troll